# Маклер

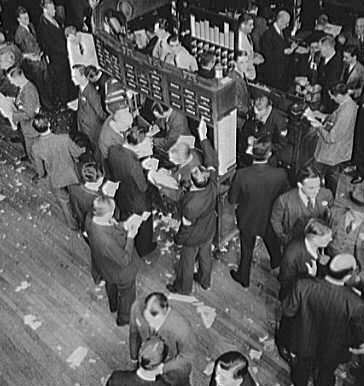
Биржевые маклеры (1939)

Ма́клер (нем. Makler) — торговый посредник. Как правило, маклер профессионально занимается посредничеством при покупке и продаже товаров, ценных бумаг, услуг, страховании, способствует заключению сделок купли-продажи путём сведения партнёров. Биржевые маклеры входят в состав персонала биржи, ведут торги и регистрируют устное согласие брокеров продавца и покупателя на заключение сделки.
Маклер получает вознаграждение, как правило, от каждой из сторон, участвующих в сделке, в размере, зависящем от суммы сделки.

## Этимология
«Маклер» — заимствованное в XVIII веке нем. Makler. Слово появилось в русском языке в Петровскую эпоху. До революции 1917 года слово было довольно распространённым в России, т. к. обозначало довольно популярную в конце XIX — начале XX века профессию. В советское время сохранялось в значении неофициального риэлтора. Затем оно на долгое время исчезло из активного лексического запаса и вернулось после распада СССР, пережив «второе рождение» благодаря возвращению рыночной экономики и, отчасти, влиянию английского языка.

## Разновидности
- Биржевые маклеры в западных странах, входящие в состав персонала биржи, ведут торги и регистрируют устное согласие брокеров продавца и покупателя на заключение сделки.
- Маклер курсовой — это биржевой маклер, ведающий котировками курсов ценных бумаг или валют.
- Маклер страховой — это посредник между страховщиком и страхователем, в случае, если он непосредственно заключается в штате страховой компании — страховой агент.
- Маклер недвижимости — термин, распространённый на постсоветском пространстве и относящийся к специалистам, которые занимались вопросами купли-продажи недвижимости. Имел хождение и в советское время: в фильме «По семейным обстоятельствам» в сатирической форме показан подпольный маклер в исполнении Владимира Басова. После распада СССР также бытовал такой термин как чёрный маклер, которым называли тех, кто незаконным путем совершал махинации с недвижимостью, даже путём совершения особо тяжких преступлений (убийств владельцев недвижимости).